# Бабня
Ба́бня — деревня в Конаковском районе Тверской области. Входит в состав Юрьево-Девичьевского сельского поселения.

## География
Находится в юго-восточной части Тверской области на расстоянии приблизительно 7 км на север-северо-запад от центра города Конаково на левом берегу Волги.

## История
Известна была с 1627—1628 годов как сельцо. В 1851 году учтено было 18 дворов, в 1900 — 21. Ныне имеет дачный характер.

## Население
Численность населения: 162 человека (1851 год), 156 (1900), 1 (русские 100 %)в 2002 году, 0 в 2010.